# Verdrag van Wenen inzake het verdragenrecht
Het Verdrag van Wenen inzake het verdragenrecht (ook wel Weens Verdragenverdrag, WVV) is een in 1969 in Wenen gesloten verdrag dat tot doel had het volkenrechtelijk gewoonterecht met betrekking tot verdragen tussen staten te codificeren. Het verdrag geldt nog steeds. De regels uit het Verdragenverdrag zijn niet dwingend van aard, het staat de partijen vrij om bij het sluiten van verdragen af te wijken van de regels. Voor staten die geen partij zijn bij het verdrag zijn de regels van belang, omdat ze grotendeels tot het internationale gewoonterecht, jus cogens en depositaris behoren.

## Deelnemende staten
Per 11 januari 2018 zijn er 116 staten partij bij het verdrag. Binnen de Europese Unie zijn alle lidstaten partij bij het verdrag, op Frankrijk en Roemenië na.
Vijftien landen hebben het verdrag wel ondertekend maar nog niet geratificeerd. Dit zijn, op alfabetische volgorde: Afghanistan, Bolivia, Cambodja, El Salvador, Ethiopië, Ghana, Iran, Ivoorkust, Kenia, Madagaskar, Nepal, Pakistan, Trinidad en Tobago, de Verenigde Staten en Zambia.